# 南風 (電影)
《南風》（英語：Riding The Breeze），2014年於日本上映的的青春公路電影，為台日合拍電影，由台灣觀光局委託日本公司DreamKid製作。由紀培慧、黃河、黑川芽以、郭智博領銜主演。日本於2014年7月12日上映、台灣於2015年9月25日上映。
日本人為感謝台灣對311地震的捐贈，特別透過電影介紹台灣三好；好風景、好食物及好人情味。並把台灣921地震的震央日月潭當成最後的旅行終點，乃希望把311和921做連結，因為921地震第一個抵達台灣的外國救難隊就是來自日本。台日情感就像兄弟親友一樣，互相扶持及協助。2015年3月本片獲得臺灣觀光貢獻獎。

## 劇情簡介
電影介紹台灣最美的風景：人情味。協助來台的無助外國人達成任務，並帶出台灣的好食物及好山好水。
日本知名雜誌編輯風間藍子，在面臨失業危機及男友移情別戀的同時，隻身來到人生地不熟的台灣，找尋知名單車達人植村豪進行專訪。語言不通的藍子藉由前輩的介紹，因緣際會請懷有模特兒夢想的自行車店老闆女兒冬冬擔任導遊，開始了兩人往日月潭方向的單車旅程。
由於冬冬沒出過台北，意外地將藍子帶到九份，屋漏偏逢連夜雨，途中藍子車子意外壞掉，幸運獲得想當自行車選手夏原悠的協助，三人再出發。在集集綠色隧道中巧遇植村豪，於是四人並行到達了日月潭。同時，冬冬的不告而別，在台北引起一陣誘拐風暴，家人來到日月潭興師問罪…冬冬、夏原悠及藍子三人的夢想能否順利達成？

## 演員陣容
| 演員姓名 | 角色名稱 | 介紹 |
| 紀培慧   | 冬冬     | 16歲，如同許多年輕人，正值青春年華、對生活充滿活力的年紀。                                                                         |
| 黃河     | 夏原悠   | 大學生，對未來充滿徬徨。表哥是知名的單車選手，出社會便受邀加入日本自行車隊。                                                       |
| 黑川芽以 | 風間藍子 | 26歲，理所當然該堅強的年紀。同時面對情人背叛，工作瓶頸，生活有點亂糟糟的。為了保住工作，帶著失戀的悲傷情緒，隻身來到不熟悉的台灣。 |
| 郭智博   | 植村豪   | 日本單車選手，人們口中的達人，有著理想的職業，令人稱羨的勝利組。來到台灣參與單車盛會，也是藍子來台的採訪對象。                     |
| 李鳳新   | 冬冬父親 | |

## 拍攝場景
- 島波海道（日语：しまなみ海道サイクリング）[2]
- 龍騰斷橋[2]
- 九份[2]
- 淡水[3]
- 日月潭[2]

## 漫畫版
日本則是公開漫畫連動企劃，於2015年5月9日在網路漫畫平台LaLaメロディonline連載，以《南風～自行車之旅～（南風～自転車のタビコイ～）》為標題的全5回短期集中連載，由森永愛負責漫畫版作畫。
| 版本 | 出版社     | 發售日期      | ISBN                   | 叢書               | 來源  |
| ---- | ---------- | ------------- | ---------------------- | ------------------ | ----- |
| 日文 | 白泉社     | 2014年7月4日  | ISBN 978-4-592-19120-9 | 花とゆめコミックス | [ 5 ] |
| 中文 | 東立出版社 | 2015年3月27日 | ISBN 978-986-365-579-4 | 少女系列           | [ 6 ] |

## 外部連結
- 映画『南風』的Facebook專頁（日語）